# Heather Locklear

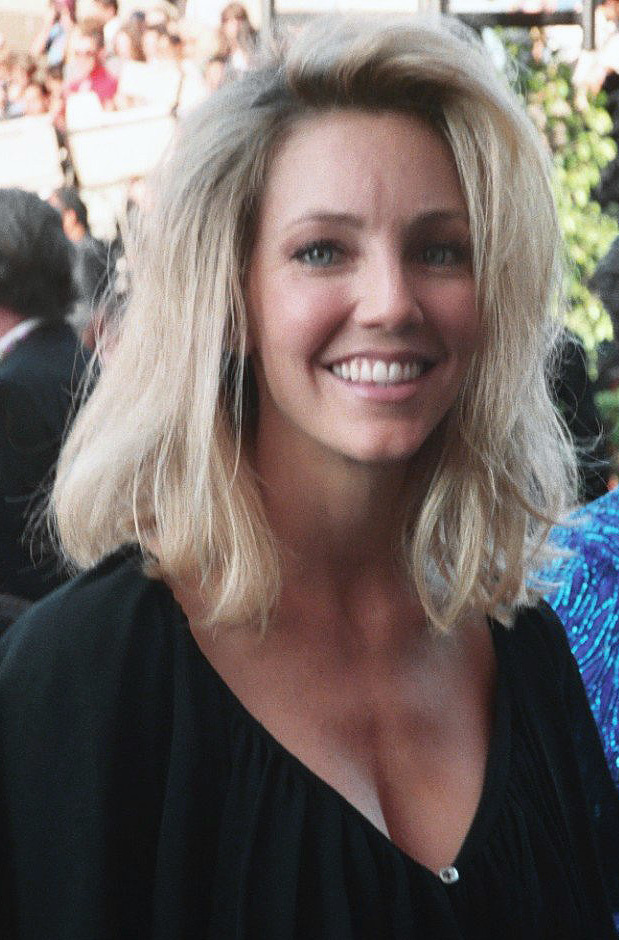
Heather Locklear (1993)

Heather Deen Locklear (* 25. September 1961 in Westwood, Los Angeles, Vereinigte Staaten) ist eine US-amerikanische Schauspielerin und Produzentin.

## Leben
Locklear ist die Jüngste von vier Geschwistern. Ihr Vater Bill, der an der University of California arbeitete, hat indianische und afrikanische Vorfahren, ihre Mutter Diane ist schottischer Abstammung. Mütterlicherseits ist sie mit Marla Maples verwandt, der zweiten Ehefrau von Donald Trump.
Locklear war von 1986 bis 1993 mit dem Rockmusiker Tommy Lee (Mötley Crüe) verheiratet, der später eine Ehe mit Pamela Anderson einging. Nach der Scheidung heiratete sie 1994 den Gitarristen von Bon Jovi, Richie Sambora, mit dem sie eine Tochter hat.
Am 2. Februar 2006 gab sie die Trennung von Sambora bekannt und reichte die Scheidung ein. Nach der Scheidung war sie mit Jack Wagner liiert. Im August 2011 gaben sie ihre Verlobung bekannt, die Anfang 2012 wieder gelöst wurde.
Ende Februar 2018 wurde sie wegen Verdachts auf häusliche Gewalt und Angriff von Polizeibeamten festgenommen.

## Karriere
Während ihrer Studienzeit an der UCLA begann Locklear zu modeln und als Werbegesicht für den College-Shop zu arbeiten. Es folgten in den frühen 1980ern erste Auftritte in Fernsehserien wie CHiPs, 240-Robert und Eight Is Enough. Danach begann eine langfristige Zusammenarbeit mit dem Produzenten Aaron Spelling, der sie für die Rolle der Sammy Jo Dean in der Fernsehserie Der Denver-Clan (Dynasty) castete. Nach anfangs nur sporadischen Einsätzen wurde sie von 1985 bis zum Auslaufen der Serie 1989 zur Stammbesetzung gezählt.
In der Polizeiserie T.J. Hooker spielte Heather Locklear neben dem Hauptdarsteller William Shatner Officer Stacy Sheridan. 1990 gewann die Schauspielerin für ihre Rolle im Film Das grüne Ding aus dem Sumpf die Goldene Himbeere in der Kategorie „Schlechteste Schauspielerin“.
Nach einigen kleineren Engagements für Nebenrollen verkörperte Locklear ab 1993 die Rolle der Amanda Woodward in Aaron Spellings Melrose Place, einem Ableger der US-amerikanischen Jugendserie Beverly Hills, 90210. Die Darstellung der Intrigantin Woodward brachte ihr von 1994 bis 1997 Golden-Globe-Nominierungen als „Beste Darstellerin in einer Fernsehserie“ ein. Die anfänglich nur als Gastauftritt angelegte Rolle wurde zu einer der Hauptfiguren der Serie ausgebaut. Auf dem Höhepunkt ihrer Popularität, den sie mit Melrose Place erreicht hatte, erschien Heather Locklear 1994 auf dem Cover des „Rolling Stone“. Zweimal, 1994 und 2001, erschien sie im „People Magazine 50 Most Beautiful People“.
Nach dem Ende der Serie 1999 erhielt die US-Amerikanerin die Rolle der Caitlin in der Sitcom Chaos City, die sie in den Staffeln vier bis sechs verkörperte. Für ihre Leistung wurde sie ebenfalls zwei Mal für den Golden Globe nominiert. Neben diesen Engagements trat sie in Gast- und Nebenrollen einiger anderer Serien auf.
Nach dem Ende von Chaos City blieben größere Rollen aus. Es folgte eine kurzfristig wiederkehrende Rolle in Scrubs – Die Anfänger sowie Gastauftritte in Two and a Half Men und Hannah Montana. 2009 wirkte sie in ihrer Rolle aus Melrose Place als Amanda Woodward in der vom Fernsehsender The CW produzierten, kurzlebigen Neuauflage der Serie mit.

## Filmografie

### Filme
- 1979: Tales of the Unexpected
- 1981: The Return of the Beverly Hillbillies
- 1981: Twirl
- 1984: Der Feuerteufel (Firestarter)
- 1984: City-Killer – Eine Stadt in Panik (City Killer)
- 1989: Das grüne Ding aus dem Sumpf (The Return of Swamp Thing)
- 1990: Der große amerikanische Sexskandal (Jury Duty: The Comedy)
- 1990: Rich Men, Single Women
- 1991: The Big Slice – Ein verrücktes Ding (The Big Slice)
- 1991: Gefährlicher Charme (Her Wicked Ways)
- 1991: Denver – Die Entscheidung (Dynasty: The Reunion, Fernsehfilm)
- 1992: Träume der Angst (Illusions)
- 1992: Eiskalter Herzensbrecher (Highway Heartbreaker)
- 1992: Das Spiegelbild (Body Language)
- 1993: Mord im Visier (Fade to Black)
- 1993: Wayne’s World 2
- 1995: Der Mörder in ihrem Bett (Texas Justice)
- 1996: Schizophren! Eine Mutter als Callgirl (Shattered Mind)
- 1996: Der Club der Teufelinnen (The First Wives Club)
- 1997: Money Talks – Geld stinkt nicht (Money Talks)
- 1997: Cypher (Double Tap)
- 2003: Once Around the Park
- 2003: Looney Tunes: Back in Action
- 2003: Uptown Girls – Eine Zicke kommt selten allein (Uptown Girls)
- 2005: The Perfect Man
- 2006: Women of a Certain Age
- 2007: Nora Roberts – Verschlungene Wege (Angels Fall)
- 2007: Oranges
- 2008: Er ist zu jung für Dich! (Flirting with Forty)
- 2009: Music in My Heart (Flying By)
- 2013: Scary Movie 5
- 2016: The Game of Love (Fernsehfilm)
- 2021: Don’t Sweat the Small Stuff – The Kristine Carlson Story (Fernsehfilm)

### Fernsehserien
- 1980: CHiPs (eine Folge)
- 1981: 240-Robert (eine Folge)
- 1981: Eight Is Enough (eine Folge)
- 1981–1989: Der Denver-Clan (Dynasty, 127 Folgen)
- 1982–1986: T.J. Hooker (85 Folgen)
- 1982: Matt Houston (eine Folge)
- 1982: Fantasy Island (eine Folge)
- 1983: Ein Colt für alle Fälle (The Fall Guy, zwei Folgen)
- 1983: Hotel (eine Folge)
- 1983: Love Boat (eine Folge)
- 1988: Disneyland (eine Folge)
- 1990: ABC TGIF
- 1990–1991: Zwischen Couch und Kamera (Going Places, 19 Folgen)
- 1993–1999: Melrose Place (199 Folgen)
- 1999–2002: Chaos City (71 Folgen)
- 2000: King of the Hill (eine Folge)
- 2002: Ally McBeal (eine Folge)
- 2002: Scrubs – Die Anfänger (Scrubs, zwei Folgen)
- 2004: Two and a Half Men (eine Folge)
- 2004: LAX (11 Folgen)
- 2005: Boston Legal (zwei Folgen)
- 2007: Hannah Montana (eine Folge)
- 2007: See Jayne Run (eine Folge)
- 2007: Rules of Engagement (zwei Folgen)
- 2009–2010: Melrose Place (acht Folgen)
- 2012–2013: Hot in Cleveland (drei Folgen)
- 2013: Franklin & Bash (zehn Folgen)
- 2016–2017: Too Close to Home (acht Folgen)
- 2017: Fresh Off the Boat (eine Folge)